# Aidling
Aidling ist ein Gemeindeteil der Gemeinde Riegsee und eine Gemarkung im oberbayerischen Landkreis Garmisch-Partenkirchen. Das Pfarrdorf liegt circa einen Kilometer östlich des Riegsees.

## Geschichte
Die ersten Ansiedlungen soll es schon vor 4000 Jahren gegeben haben mit friedliebenden Bauern, Viehzüchtern und Jägern. In einer Urkunde des Klosters Benediktbeuern wird der Ort Aidling erstmals 748 erwähnt und mit dem Namen Otilinga als Stiftungsgut von Abt Landfrid bezeichnet, als fünf Zimmerleute ein Lehen erhielten und sich in einfachen Holzhütten zwischen Aidling und Leibersberg niederließen. In der Folgezeit entwickelte sich das Dorf zu einer Hofmark, dessen Rechte Aidling bis 1716 besaß. Sie bestanden in der niederen Gerichtsbarkeit und dem Sitz eines untergeordneten Verwaltungszentrums. Anfang des 13. Jahrhunderts stand am Nordhang der Aidlinger Höhe die Burg Lichtenegg der Grafen von Eschenlohe. Sie ist wahrscheinlich bereits Ende des 15. Jahrhunderts verfallen; nur der Hügel, auf dem sie einmal stand, ist heute noch als Burgstall Lichtenegg zu sehen (ca. 300 m nach dem Ende der Lichteneggstraße).
Im Jahr 1818 wurde die Gemeinde Aidling gebildet, die zum Landgericht Weilheim gehörte.
Am 1. Januar 1978 wurde die bis dahin selbständige Gemeinde Aidling im Zuge der Gemeindegebietsreform zu Riegsee eingegliedert. Die Gemeinde hatte 1961 eine Fläche von rund 1165 Hektar und bestand aus den drei Orten Aidling, Höhlmühle und Leibersberg.

## Sehenswürdigkeiten
Die bekanntesten der 7 Baudenkmäler in Aidling sind:
- die Katholische Pfarrkirche St. Georg im Ortszentrum, errichtet 1749
- die Mesnerhauskapelle mit Glockenstuhl und Satteldach  aus dem 18. Jahrhundert auf einer Anhöhe im Westen von Aidling[8]
- ein denkmalgeschütztes Bauernhaus und mehrere Getreidekästen

Ein Feldkreuz und ein Bildstock führen in nordwestlicher Richtung vom Dorf auf die Anhöhe zum Mesnerhaus. Diese Anhöhe ist ein kulturhistorisch bedeutsamer Platz mit belegten Siedlungsspuren um 4000 v. Chr. Nach einer örtlichen Sage befand sich hier eine germanische Kultstätte für die Frühlingsgöttin Ostara (Jacob Grimm in: Deutsche Mythologie). Später errichteten hier die Römer eine Statue ihres Gottes Saturn, den Gott für Aussaat und Ackerbau. Im Mittelalter erzählte man sich im Dorf, dass von der Höhe die Hexen ausfuhren, um im Lande ihr Unwesen zu treiben. Bis zum Bau der Pfarrkirche St. Georg im Dorfzentrum befand sich der Dorffriedhof auf der Anhöhe neben dem Mesnerhaus.
Außerdem gibt es Bodendenkmäler in Aidling, darunter Grabhügel mit Bestattungen der Bronzezeit und der Hallstattzeit.

## Tourismus
Seit 2017 gibt es eine Mitfahrbank, die als „selbstgeschnitzter Nahverkehr“ für Mitfahrgelegenheiten nach Riegsee und Murnau am Staffelsee genutzt werden kann. Sie wurde im Rahmen von Ferienprogrammen durch Kinder aus der Gemeinde unter Anleitung des Initiators Johannes Volkmann umgesetzt.
Die gut ausgeschilderte 3. Etappe des Meditationswegs Ammergauer Alpen im Blauen Land führt von Murnau am Riegsee entlang zum Aidlinger Höhenweg über Moränen der Würmeiszeit mit einer Höhe von bis zu 792 m zur Höhlmühle und zurück nach Aidling.

Sehenswürdigkeiten in Aidling
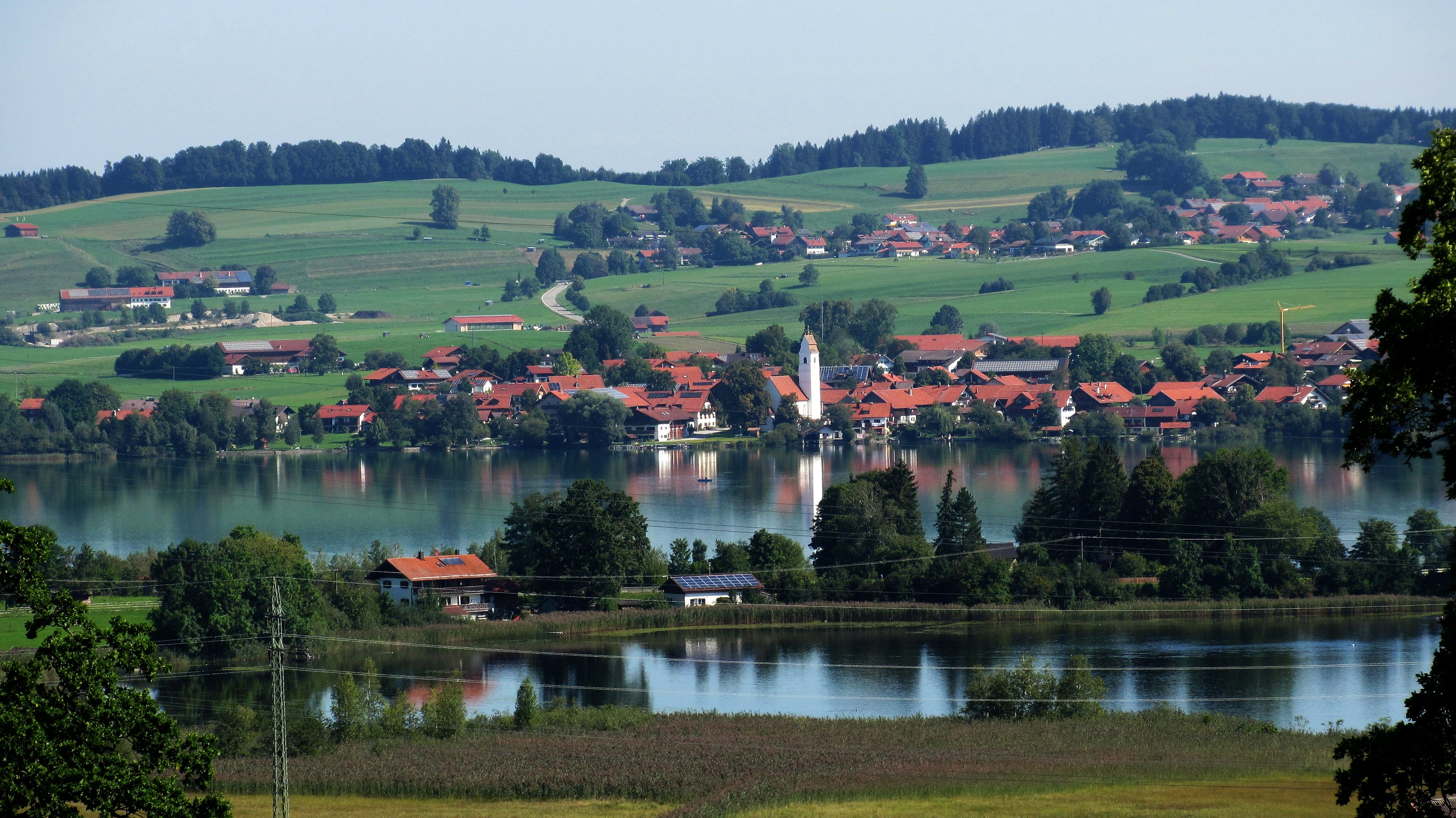
Riegsee (Ort und See) mit Aidling im Hintergrund, im Vordergrund der Froschhauser See
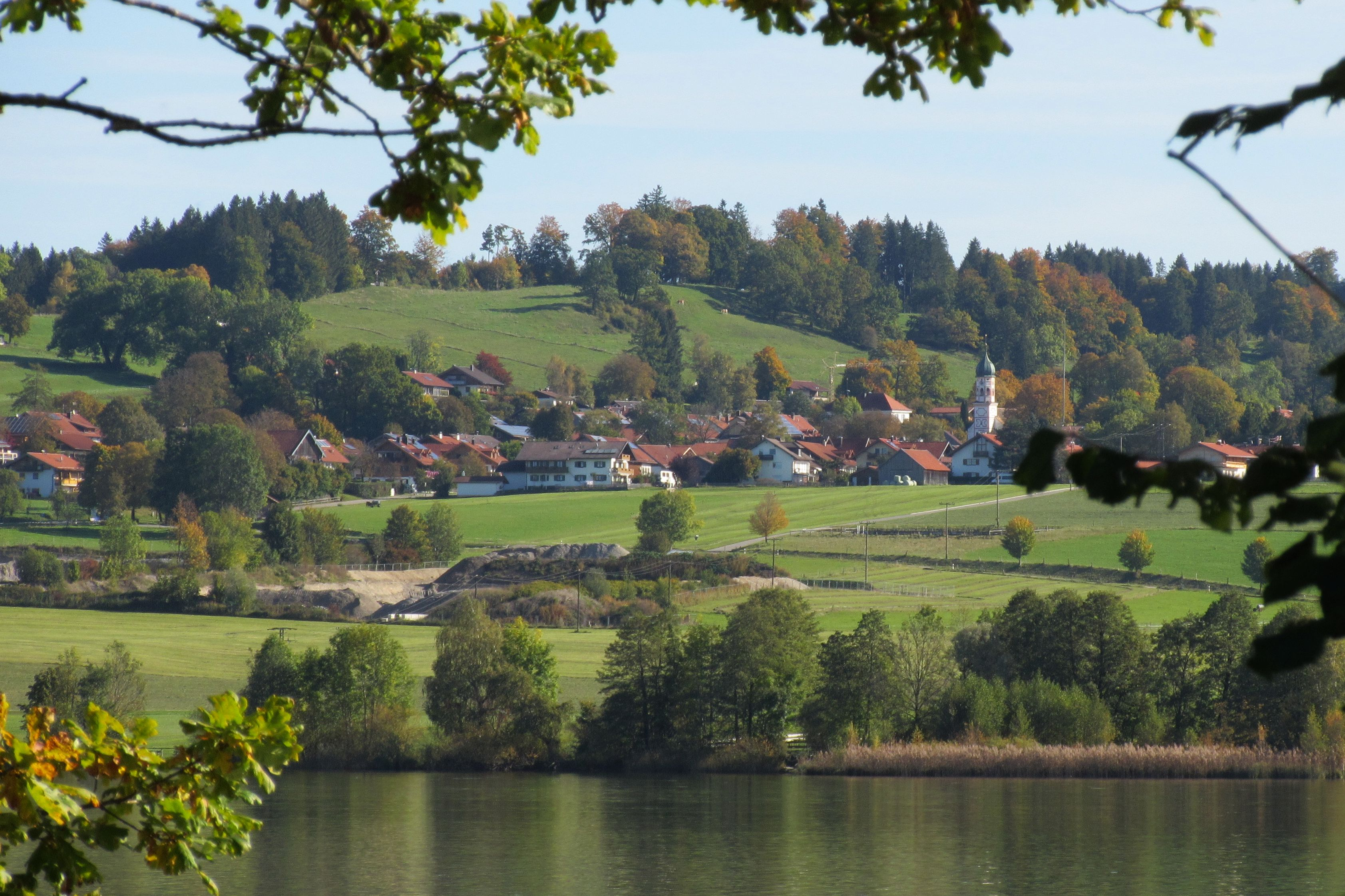
Blick über den Riegsee auf Aidling und die Aidlinger Höhe
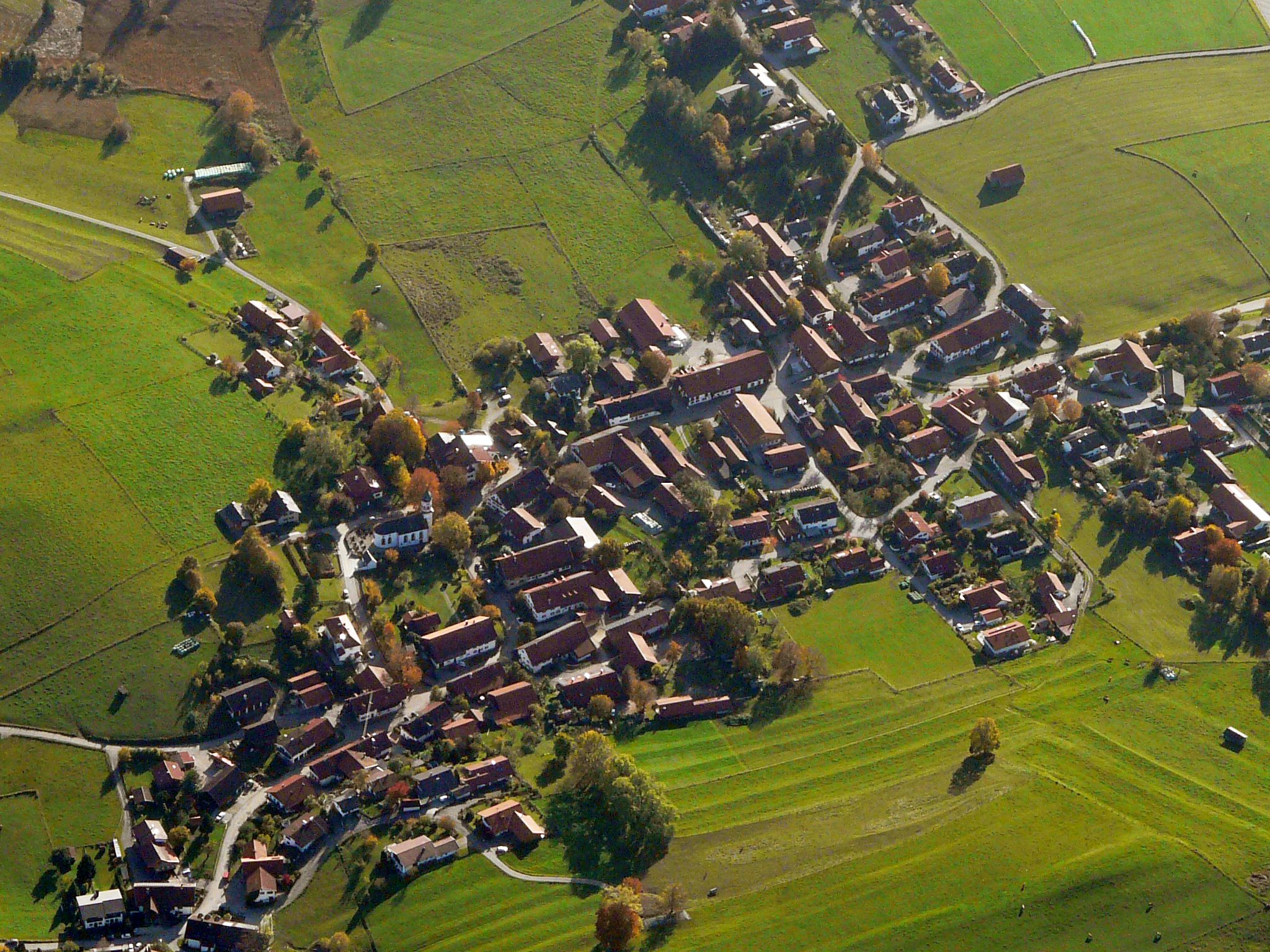
Aidling von oben aus dem Ballon (Oktober 2012)
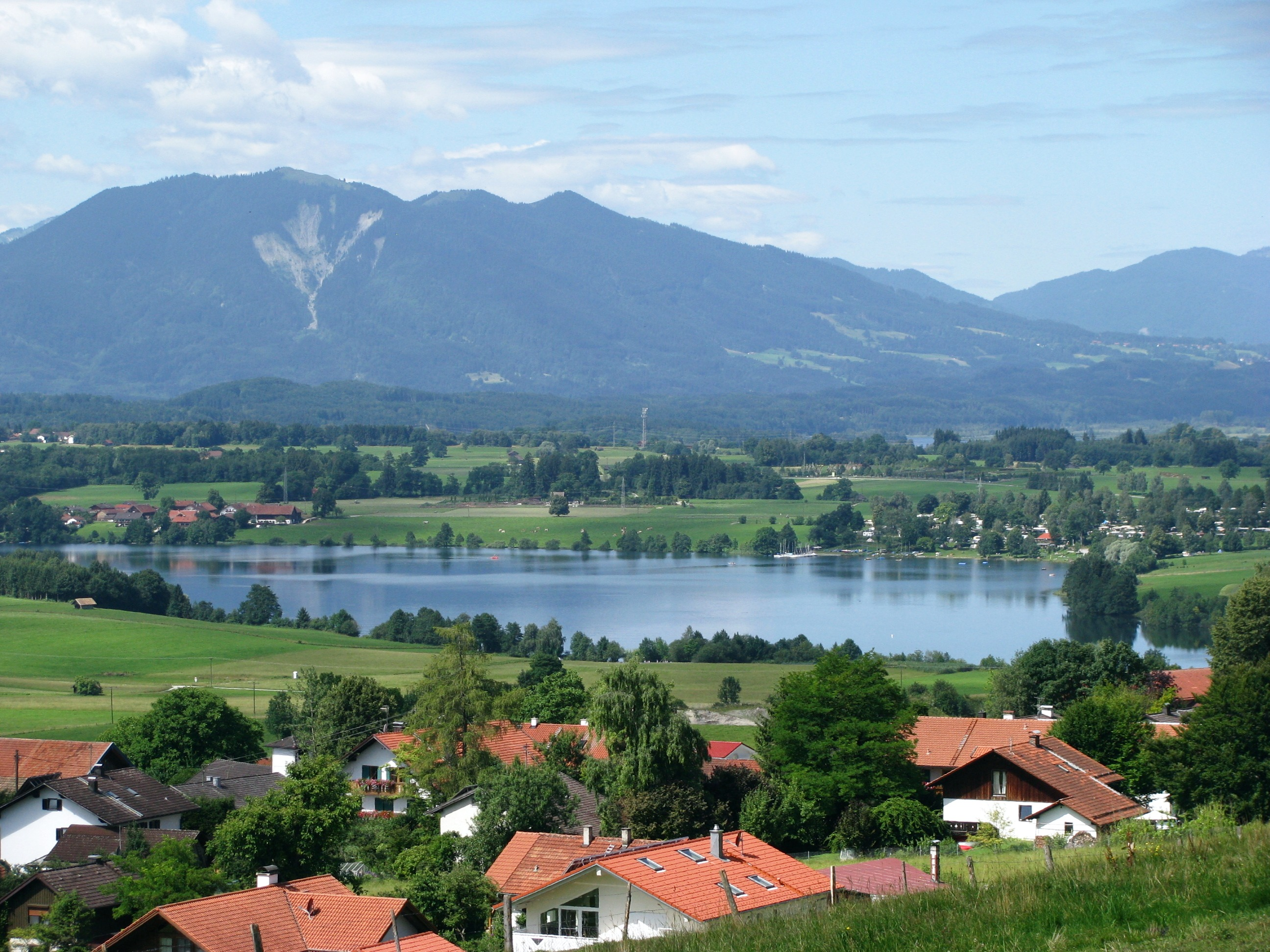
Blick auf Aidling und den Riegsee, im Hintergrund der Staffelsee
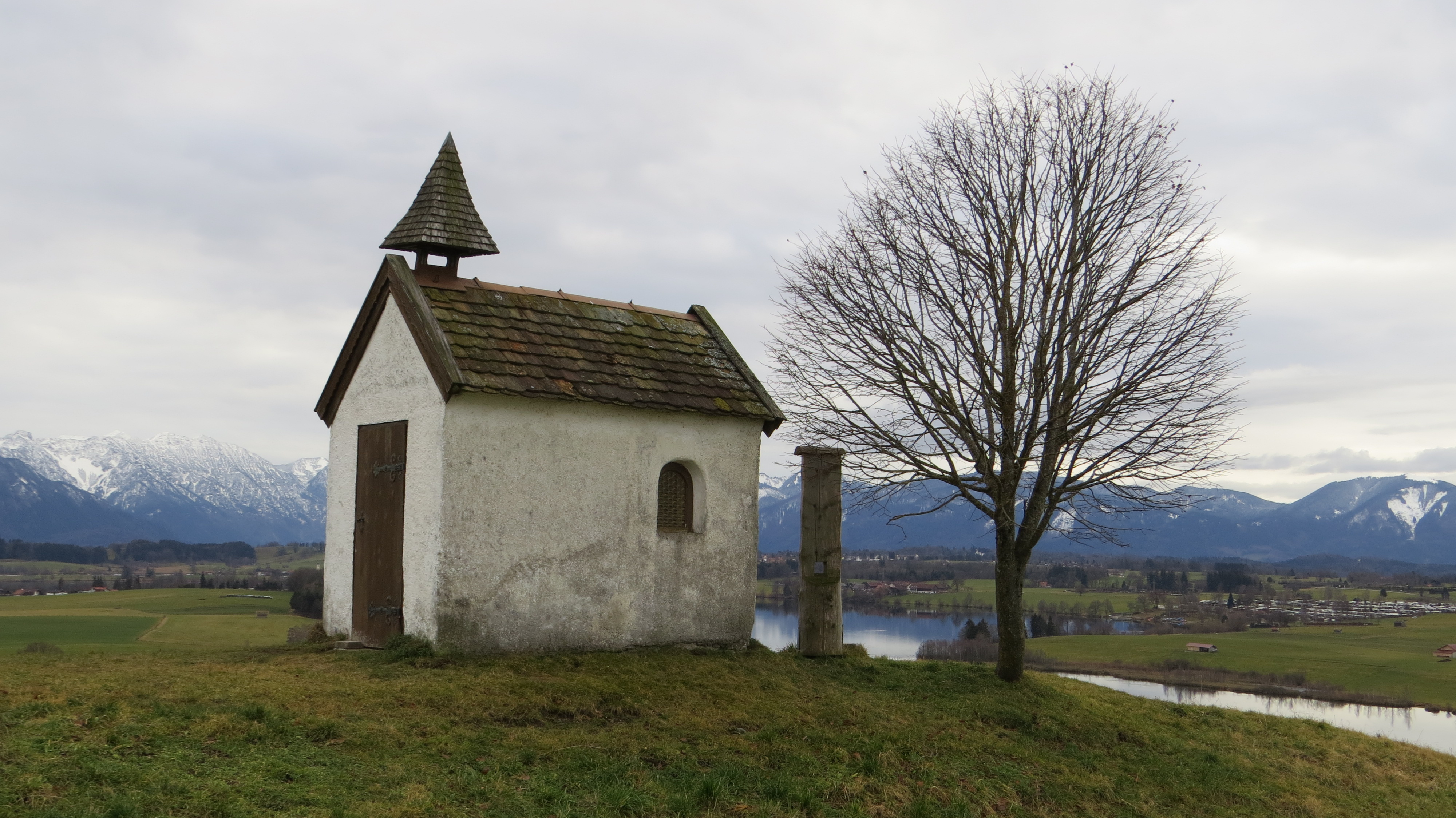
Mesnerhauskapelle (mit dem Riegsee im Hintergrund)
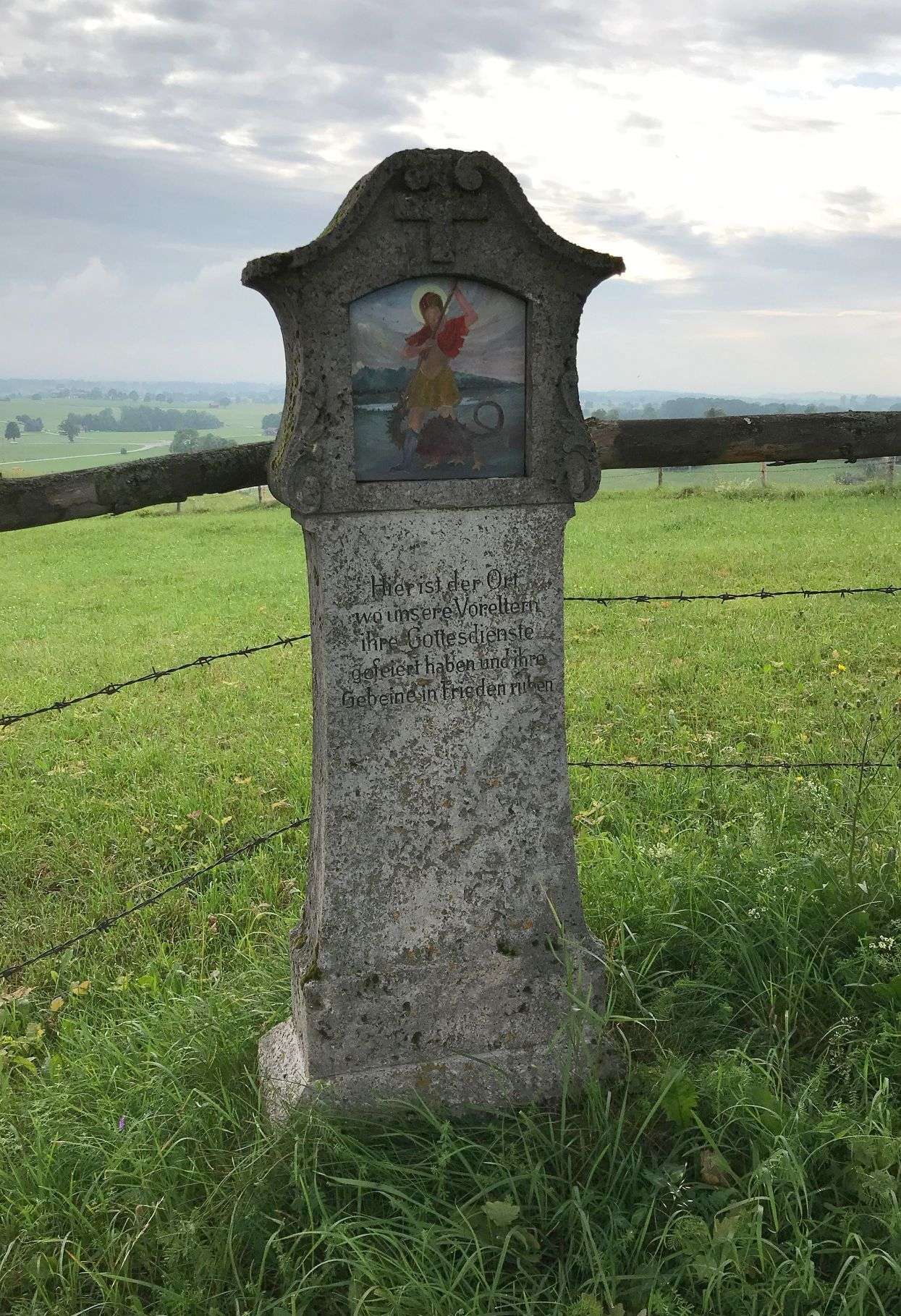
Bildstock am alten Friedhof mit St. Georg als Drachentöter
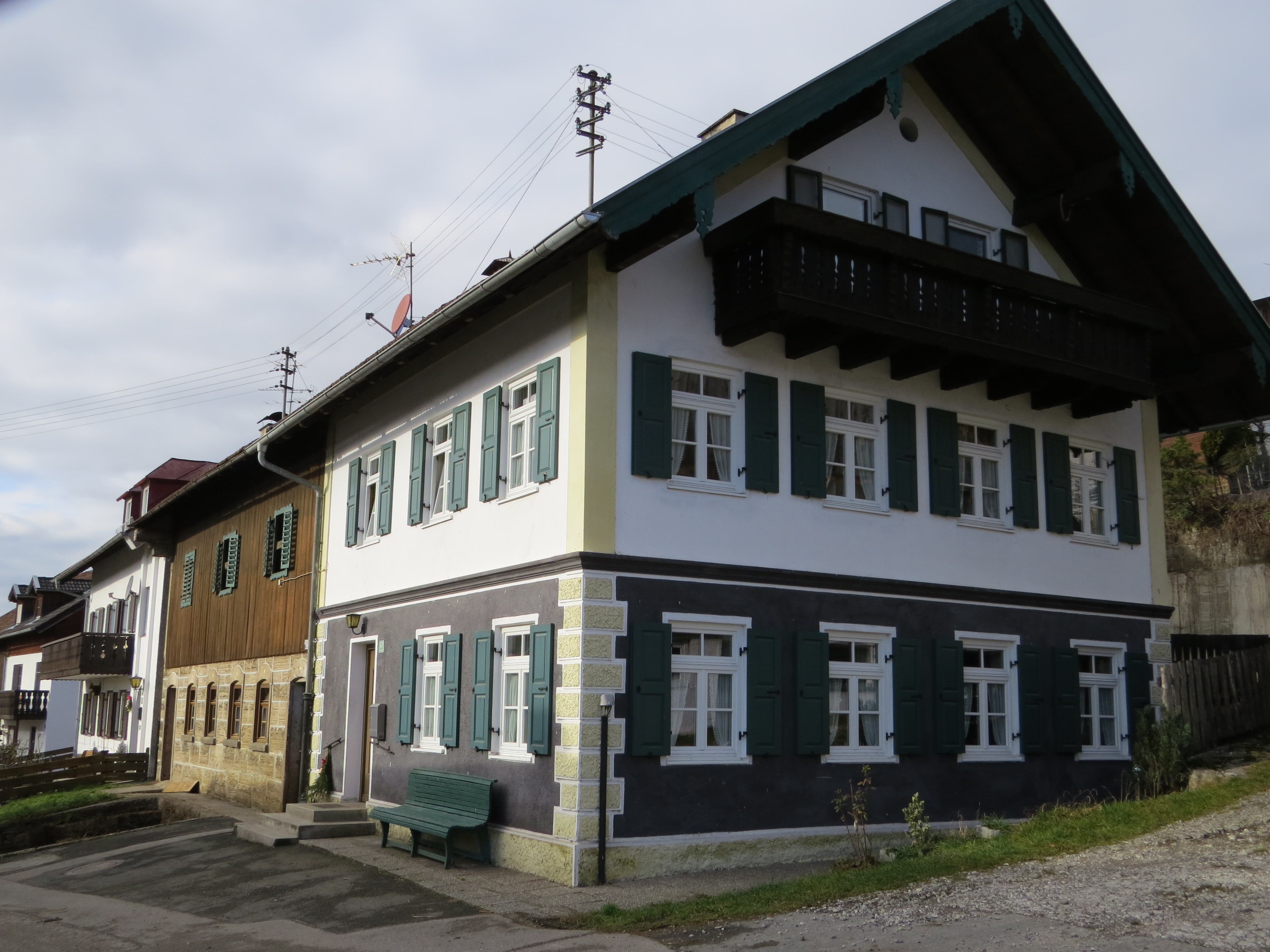
Denkmalgeschütztes Bauernhaus in Aidling, Dorfstr. 47
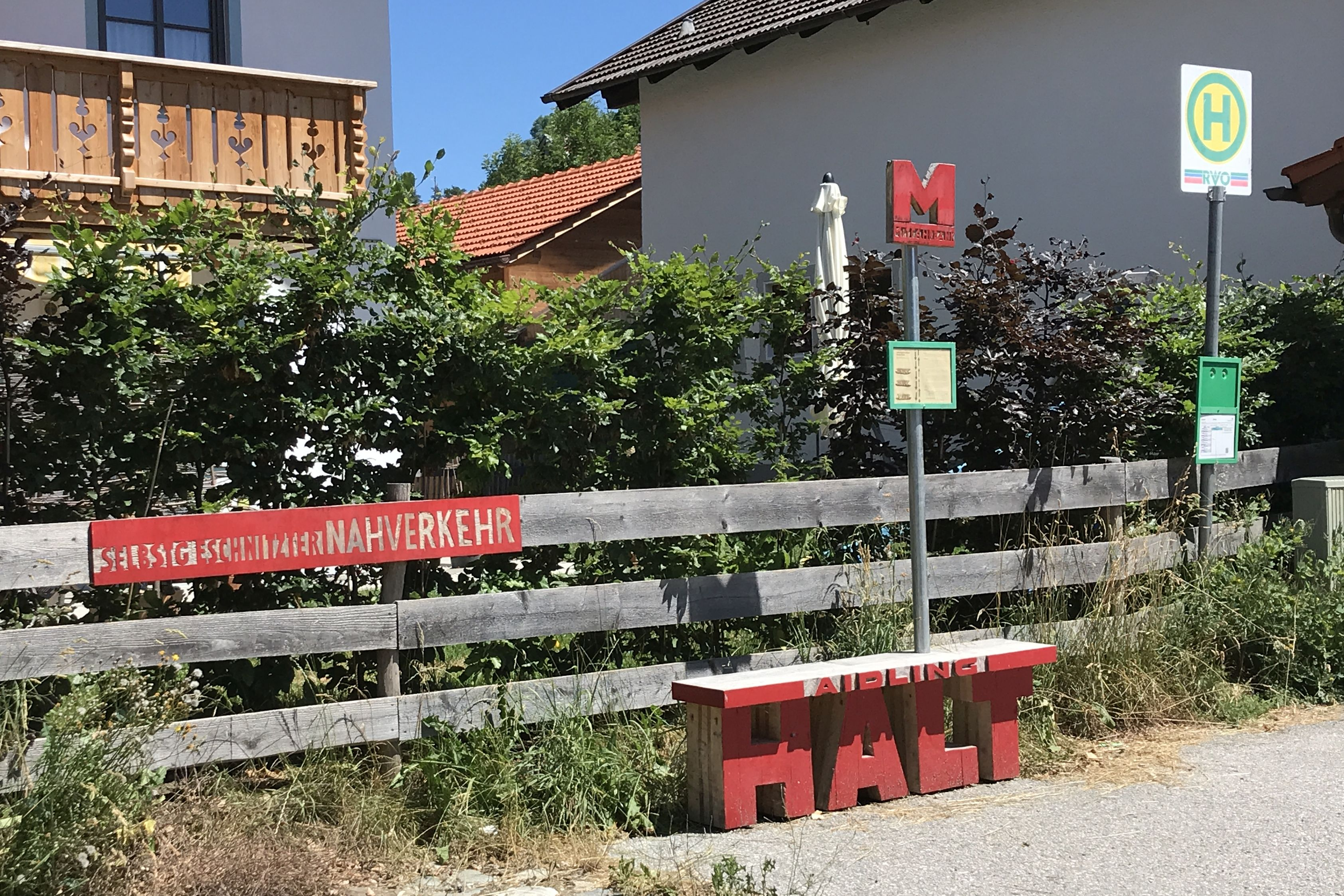
Mitfahrbank des selbstgeschnitzten Nahverkehrs